# ベリード・ドリームス
ベリード・ドリームス(Buried Dreams)は、メキシコのメロディックデスメタルバンド。

## 略歴
1995年1月に結成。結成時のメンバーは、アントニオ・デ・イタ (G、Vo)、ルディガー・ベンナ (G)、エゼキエル・メンドーサ (B)、アヌアル・バウティスタ (Ds)の4人。この編成で、活動を開始したが、キーボードの導入を決め、アントニオ・デ・イタとエゼキエル・メンドーサがキーボードを兼任した。
1996年に1stデモ『The World Beyond』をリリース。リリース後、ルディガー・ベンナに代わりヌデュア・ヴァルデスピノ (G)が加入。オズ・プロダクションズの主催するバンドコンテスト『National Underground Heavy Metal Contest』で優勝し、オズ・プロダクションズと契約する。
1997年に、メキシコのメロディックデスメタルバンド、Dies IraeとスプリットCDをリリースする。また、同年にはカンニバル・コープスやヒポクリシーのサポートアクトを務めた。この間に、専任ボーカリストとして、イヴァン・サントス (Vo)が加入する。これによって、アントニオ・デ・イタがギター兼バック・ボーカル担当となる。そして同年中に、1stアルバム『Beyond Your Mind』をリリースしデビューする。
1999年に、アヌアル・バウティスタが脱退しオスカル・ドニズ (Ds)が加入する。更に、イヴァン・サントスがメインボーカルから外れ、キーボード兼バック・ボーカル担当になり、エリック・オリギン (Vo)が加入する。同年中に、フレドリック・ノルドストローム所有のスタジオ・フレッドマンに入り、2ndアルバムのレコーディングを行う。翌2000年に2ndアルバム『Perceptions』をリリース。同アルバムは、サウンドホリックからリリースされ、日本でビューも果たした。その後、Shamash、ディスゴージ、Dies Iraeとのライヴを収録したライブ・スプリット・アルバム『Oz Live!』をリリースする。
それから、イヴァン・サントスとオスカル・ドニズが脱退したが、補充されたのはダニエル・ロメロ (Ds)のみであった。そして、2ndアルバムと同じくフレドリック・ノルドストロームのプロデュースで、2002年に3rdアルバム『Necrosphere』をリリース。
リリース後、解散している。

## メンバー

### 解散時のメンバー
- エリック・オリギン (Eric Olguin) - ボーカル
- アントニオ・デ・イタ (Antonio De Yta) - ギター、バックボーカル
イヴァン・サントス加入前までは、メインボーカルを兼任していた。また、イヴァン・サントスがキーボード担当になるまで、キーボードを兼任していた。
- ヌデュア・ヴァルデスピノ (Ndua Valdespino) - ギター
- エゼキエル・メンドーサ (Ezequiel Mendoza) - ベース
イヴァン・サントスがキーボード担当になるまで、キーボードを兼任していた。
- ダニエル・ロメロ (Daniel Romero) - ドラムス

### 旧メンバー
- ルディガー・ベンナ - ギター
- イヴァン・サントス (Ivan Santos) - キーボード、バックボーカル
エリック・オリギン加入までは、メインボーカル専任であった。
- アヌアル・バウティスタ (Anuar Bautista) - ドラムス
- オスカル・ドニズ (Oscar Doniz) - ドラムス

## ディスコグラフィー
- 1996年 The World Beyond (Demo)
- 1997年 Dies IraeとのスプリットCD
- 1997年 Beyond Your Mind (1st Full Album)
- 2000年 Oz Live! (Live Sprit Album)
Shamash、ディスゴージ、Dies Iraeとのライヴ
- 2000年 Perceptions
- 2002年 Necrosphere